# Грег Графин
Д-р Грегъри Уолтър Графин III, по известен като Грег Графин (на английски: Dr. Gregory Walter Graffin III, Greg Graffin) е вокалист и съосновател на пънк рок групата Бед Релиджън.

## Биография
Грег Графин е роден в град Расийн, щата Уисконсин на 6 ноември 1964 г. През 1979 г. само на 15-годишна възраст Грег с неговите съученици създават групата Бед Релиджън в Лос Анджелис.
Грег има бакалавър с две специалности по антропология и геология от Калифорнийския университет – Лос Анджелис, магистър е по антропология от същия университет, и има докторат по еволюционна палеонтология от Корнелския университет.

## Дискография
Студийни албуми с Бед Релиджън
- How Could Hell Be Any Worse? (1982)
- Into the Unknown (1983)
- Suffer (1988)
- No Control (1989)
- Against the Grain (1990)
- Generator (1992)
- Recipe for Hate (1993)
- Stranger than Fiction (1994)
- The Gray Race (1996)
- No Substance (1998)
- The New America (2000)
- The Process of Belief (2002)
- The Empire Strikes First (2004)
- New Maps of Hell (2007)
- The Dissent of Man (2010)
- True North (2013)
- Age of Unreason (2019)

### Соло албуми
- American Lesion (1997)
- Cold as the Clay (2006)
- Millport (2017)